# Phare des Pâquis
Pour les articles homonymes, voir Paquis (homonymie).
 (juin 2025).
Le phare des Pâquis est un phare situé sur le lac Léman, à l'embouchure de la rade de Genève.

## Historique

### Approche de Genève par le lac
Pour la batellerie lémanique, pénétrer dans l’émissaire du Rhône était difficile. L’hydrologie complexe du bassin genevois a imposé, au fil du temps, la recherche de remèdes à cette situation en créant, finalement, deux digues perpendiculaires aux rives. La rade de Genève (ou port principal) est construite en 1857.  Pour favoriser l’alignement des bateaux dans la passe d’entrée de ce port, deux phares vont se succéder sur la jetée des Pâquis.
Jadis, la navigation lacustre à l'approche de Genève était difficile. Pour accéder au port de Longemalle en rive gauche, les barques du Léman devaient négocier le délicat passage d'un haut fond nommé « Grand Banc » ou « Banc de Travers ». Cet obstacle courait du cap de Sécheron au-dessous de Cologny aux pierres du Niton. Il a été signalé une première fois en 1728 par le scientifique Jacques Fatio de Duillier, un grand ami et correspondant de Newton. Ce passage, dont le niveau variait en fonction du flux à l'émissaire du Rhône et du reflux causés par les crues de l'Arve dans le sud de la ville, demandait de la part des marins une attention soutenue. Le contre-courant de l'Arve pouvait à l'occasion infliger une aqua alta aux places du Molard et de la Fusterie. 
Le 1er juin 1814, Genève fait le choix d'entrer dans la Confédération suisse et s'ouvre largement à sa nouvelle alliée. Cette décision donne le départ de l'extension de la localité vers le nord. En 1823, on améliore l'accès aux ports par le dragage d'un chenal dans le Banc de Travers. Votée le 15 septembre 1849, la destruction des fortifications est entreprise. Les moellons et gravats tirés des murailles serviront, en annexant des espaces sur le lac, à la création de quais. Le rôle joué par le premier bateau à vapeur le Guillaume Tell dans la réforme urbaine est significatif. Les voyageurs qui débarquaient non loin des abattoirs de Longemalle tombaient de haut par le spectacle piteux que donnait la ville. L'embellissement des abords du lac devint une nécessité et l'augmentation des échanges commerciaux avec les cantons amis imposa la création d'un nouveau port à la hauteur des ambitions de la cité.

### Création de la rade de Genève
L’ingénieur de la ville Rochat-Maury rédige un mémoire pour le conseil municipal en 1855, faisant suite à la loi de 1849 sur la démolition des fortifications qui mentionne la création de ports aux Pâquis et aux Eaux-Vives, leur attribuant la moitié du produit net de la vente des terrains libérés sur la « ceinture fazyste ». Ces ports sont nécessaires vu la création de la gare qui « doit se relier avec le lac » : l’ingénieur constate une augmentation considérable du commerce sur le lac, de 58 à 85 barques en à peine deux ans. Ce rapport mentionne la construction des deux jetées et l’édification de « deux petits phares, dont les feux de couleurs différentes indiqueront aux embarcations, par leurs positions relatives, la situation où elles se trouvent et la route qu'elles auront à suivre ».
Parmi plusieurs projets architecturaux, c'est celui de Léopold Stanislas Blotnitzki (successeur de Guillaume Henri Dufour au poste d'ingénieur cantonal) que le Grand Conseil genevois retient. Son plan propose de dresser une double barrière perpendiculaire aux rives du Rhône pour s'opposer aux assauts des vents du nord. Ses deux digues sont asymétriques. Chacune d'elles est percée, d'une ouverture nommée « Goléron » pour le passage de la petite batellerie. La jetée des Pâquis est la plus avancée dans le lac. Celle des Eaux-Vives, qui verra, à l'occasion de la fête fédérale de gymnastique surgir le Jet d'eau le 19 juillet 1891, se situe en aval. Un goulet de 230 mètres de largeur et de 2,80 mètres de sonde est prévu pour l'accès au plan d'eau.
Le 27 décembre 1856, le Grand Conseil genevois vote un budget de 750 000 francs pour la création de ce projet de port principal.
Très rapidement les travaux débutent. La construction des deux jetées est confiée aux puissants entrepreneurs Henri Santoux et Charles Schaek-Jaquet. Le gros œuvre est terminé le 1er septembre 1857. Cet acte visionnaire, complété au sud en 1862 par le pont du Mont-Blanc, dessine pour longtemps le contour trapézoïdal du port de la future métropole. Il prendra le nom de « Rade de Genève ». Les barques à voile, les bateaux à vapeur de la Compagnie générale de navigation (CGN) peuvent enfin rejoindre une aire protégée de 33 hectares proposant de multiples possibilités d'accostage et de radoubs.
Afin de permettre aux navires de s'aligner dans la passe et d'autoriser un trafic nocturne, on dresse sur la digue des Pâquis, un phare principal.

### Premier phare (1857)

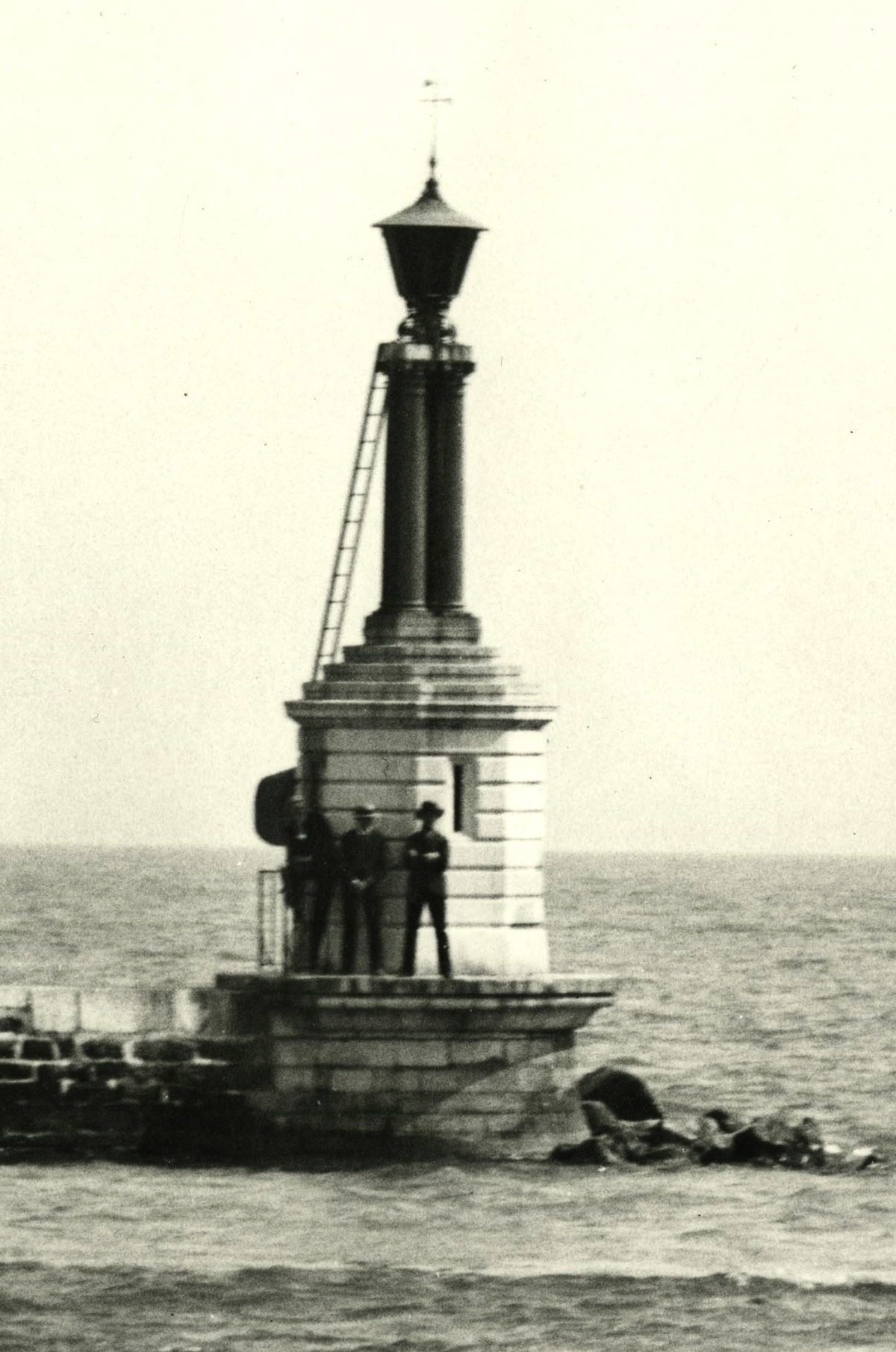
Le premier phare des Pâquis en 1857.

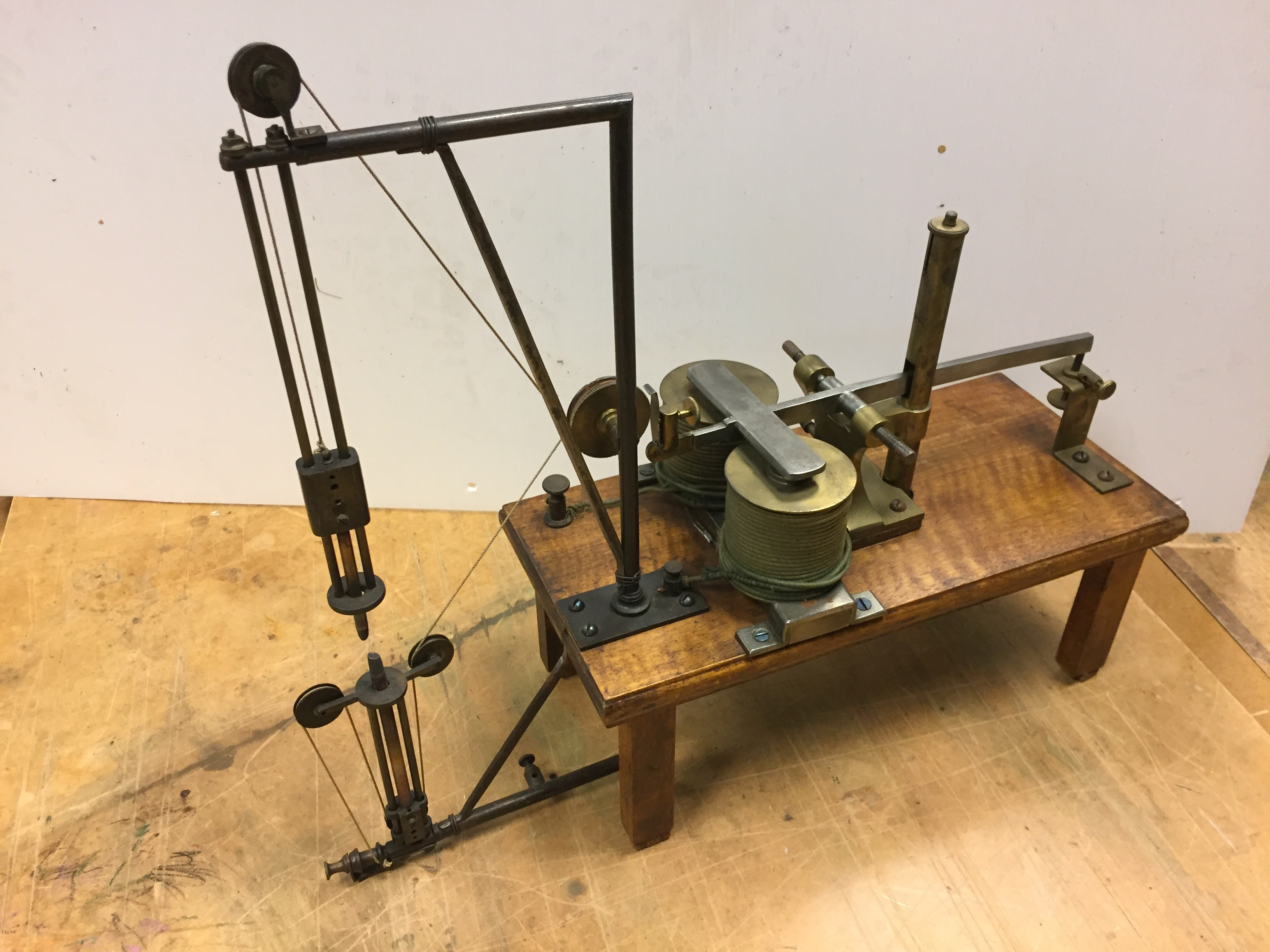
Prototype de "fixateur de la lampe à arc" conçu et présenté à Paris en 1855 par Elie Wartmann. Cet appareil a été testé sur le fanal des Pâquis à Genève le 6 décembre 1857 pendant 5-6-mois.Cet instrument se trouve au musée d'Histoire des Sciences villa Bartholdi (Genève)

Dessinée dans le style « Beaux Arts », la structure de ce premier phare est construite en grande partie par le serrurier Félix Durand. Elle est constituée d'une base octogonale en pierres de taille blanches d'une hauteur de 4 mètres, prolongée d'une petite pyramide à degrés de même forme. Cet habitacle, percé de quatre fenêtres en forme de meurtrières et d'une porte, sert de réduit pour le matériel nécessaire au bon fonctionnement du feu. Sur ce socle, quatre colonnes corinthiennes cannelées, en fonte, supportent une vaste lanterne qui surplombe le lac à 7 mètres. L'accès à celle-ci se fait par une échelle de fer extérieure à l'édifice. Ce fanal est érigé au « musoir » de la jetée des Pâquis. C'est sous la direction du physicien Elie François Wartmann (1817-1886) que le mécanicien du cabinet Rossier accomplit la partie technique de l'appareil d'éclairage. Elie Wartmann utilise pour cette tentative son "fixateur", un système qui maintient un écart constant entre les 2 charbons de la lampe à arc.  Le feu fixe s'illumine la première fois, le 6 décembre 1857. Il a la particularité singulière pour son époque de fonctionner, au moyen de piles à charbon, à l'électricité.
Cette tentative audacieuse est probablement une première mondiale. Mais cet essai ne dure que quelques mois. Les réglages délicats de la lampe à arc et les problèmes dus à la condensation ont raison de cette expérience. On retourne à la maîtrise de l'éclairage à pétrole et, quatre années plus tard, par le gaz alimentant six becs Bunsen. La puissance lumineuse est augmentée à 2 km par la suppression des verres rouges en 1875.
Le balisage de l'entrée de la rade est complété, sur le môle de la digue des Eaux-Vives, par un petit édifice octogonal en pierre, dans le même style que le socle du phare des Pâquis. Il est surmonté d'une colonne et d'une cloche. Côté Nord un simple falot glissant sur un rail fait office de balisage secondaire.

### Embellissement de la rade

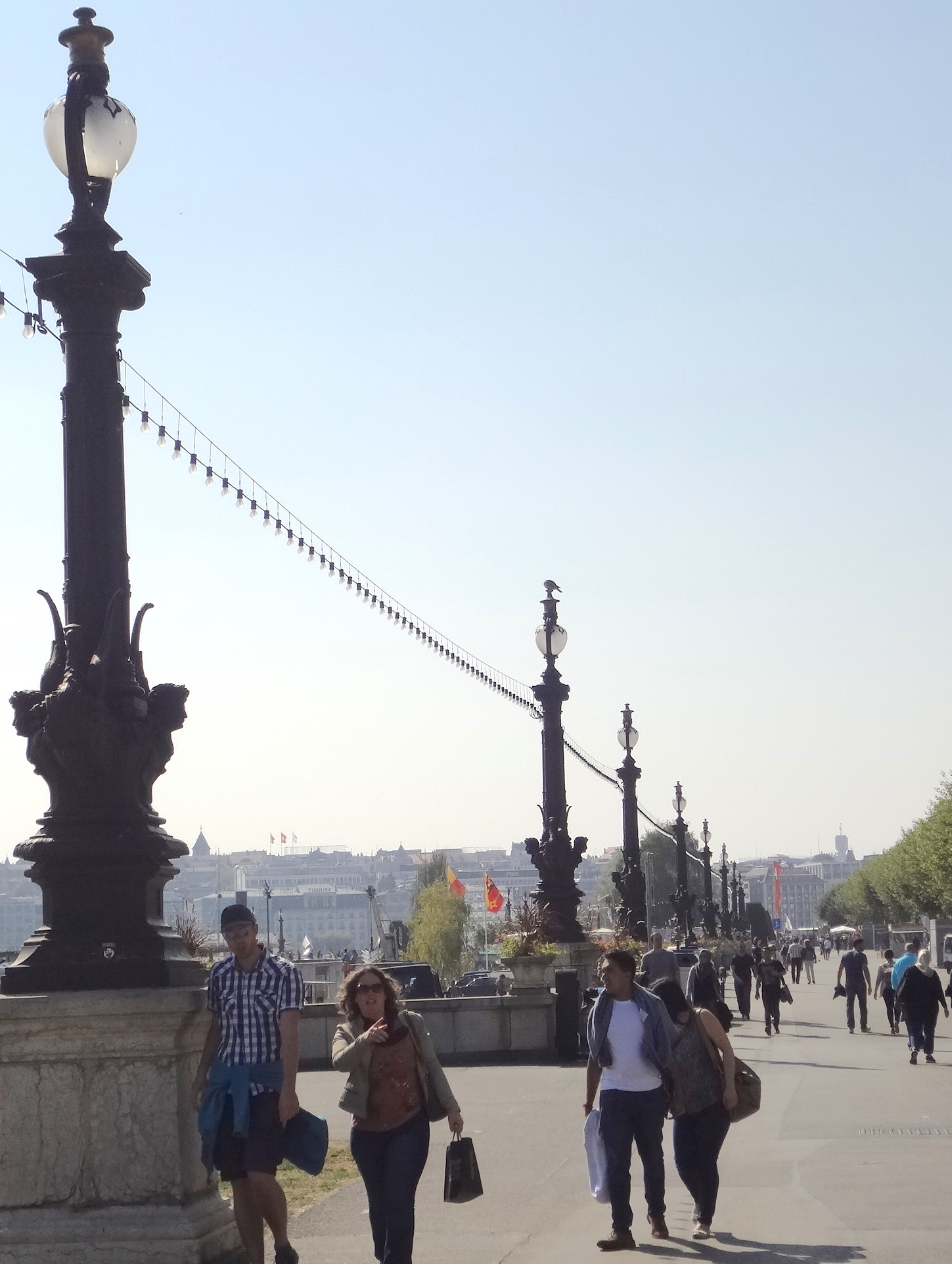
Aménagement du quai, suite de candélabres.

En vue de la seconde exposition nationale suisse qui ouvre ses portes en mai 1896, dans les quartiers de Plainpalais et de la Jonction à Genève, la ville entreprend de grands travaux d'ornements. Elle porte une attention particulière à la rive droite, la première à recevoir les visiteurs arrivant par bateau ou par train en gare de Cornavin. Sur le quai des Pâquis sont créés une promenade et une rotonde éclairées par des candélabres. Ces derniers qui illuminent le fond de la rade alimentent la grogne des marins qui du coup distinguent difficilement le balisage d'entrée du port.

### Projet de restauration
Dans un document daté du 12 avril 1893, Émile Charbonnier (1857-1935) décrit son projet de restauration. Il donne de précieux renseignements sur le phare devenu obsolète. Dans son introduction, il explique les raisons du changement : 

« La lanterne, à laquelle on ne parvient que par une échelle de fer, ne peut être nettoyée que très imparfaitement et cette opération présente de sérieux dangers pour le gardien du phare. Le feu est à une hauteur insuffisante. Il apparaît en effet au même niveau que les réverbères du pont du Mont-Blanc et des quais. Enfin la lumière est beaucoup trop faible. Elle est presque effacée par les candélabres et elle n'est visible qu'à une distance de 2 kilomètres environ par temps clair. »

 Puis il poursuit en proposant l'implantation d'une tour métallique d'une douzaine de mètres surmontée d'un kiosque vitré protégeant un appareil lenticulaire tournant. Cette nouvelle technologie, inventée par le français Augustin Fresnel, consiste à l'aide de prismes de verre à récupérer la majeure partie des rayons émis par la source lumineuse pour les concentrer dans un faisceau parallèle. Il résulte de ce système un rendement augmenté, un éclat plus puissant. Pour l'éclairage, l'ingénieur écarte l'électricité au profit d'un seul bec de gaz de type Auer. Il prévoit pour la rotation de l'optique une mécanique d'horloge animée par des contrepoids que le gardien remonte toutes les 72 heures. Le document se poursuit par un plan financier d'un coût estimé à 22 500 francs pour l'ensemble du projet comportant aussi l'amélioration du phare secondaire au musoir des Eaux-Vives. La CGN se propose de participer à hauteur de 2 000 francs. Est joint à cette étude, le devis de 9 450 francs de la maison parisienne Barbier et Fenestre pour « un appareil lumineux, une lanterne octogonale surmontée d'une coupole en cuivre rouge, une girouette et un paratonnerre à pointe de platine ».
Finalement, après délibérations, le Grand Conseil genevois ouvre un crédit de 10 000 francs pour cette réalisation.
Compte tenu de l'abaissement du subside demandé, la transformation du phare (complémentaire) de la jetée des Eaux-Vives est reportée.

### Second phare (1894)

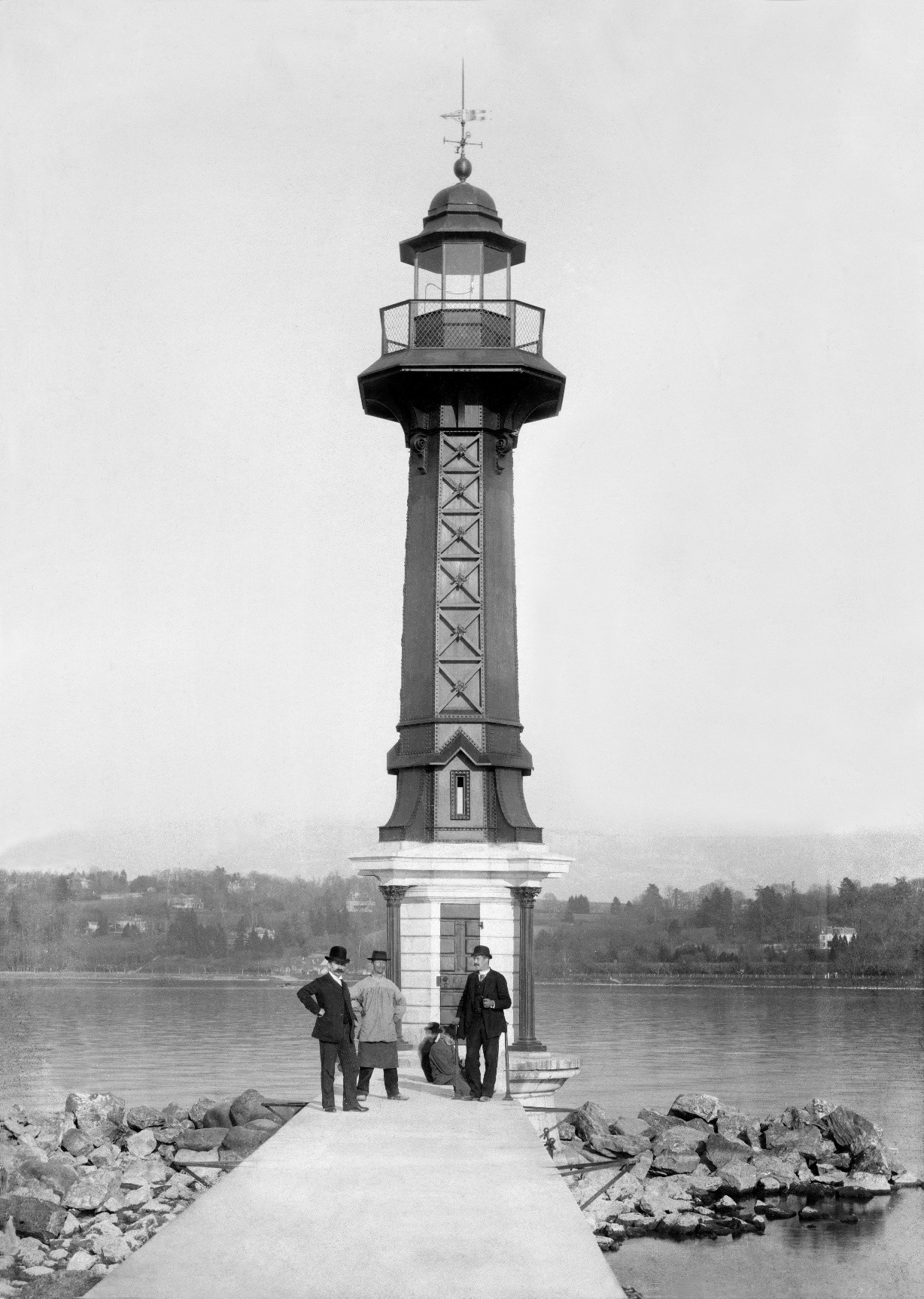
Le phare en attente de son appareil lenticulaire.

L'ingénieur cantonal confie à l'architecte Neuchâtelois Paul Bouvier, la création et le suivi de l'édifice. Il passe commande à Paris pour un appareil de la Marine de Ve Ordre, à quatre panneaux lenticulaires. Il soumissionne l'entreprise genevoise Charles Schmidt pour la réalisation de la tour métallique, de la lanterne et de sa coursive. Les travaux débutent en octobre 1893. L'ingénieur conserve de l'ancien fanal sa construction octogonale en pierre de taille. Les quatre colonnes corinthiennes sont abaissées pour étayer la nouvelle surface d'appuis. Puis il dresse sur ce socle la tour d'acier. Par cette astuce, le phare est rehaussé, à moindres frais, de 4 mètres environ. Afin d'assurer la stabilité du fût, il répartit sur sa base interne, 5 tonnes de gueuses de fonte. Le cheminement pour accéder à la lanterne se pratique désormais en toute sécurité à l'intérieur de la tour par quatre échelles en fer reliant trois paliers intermédiaires.
La portée lumineuse est par temps clair de 36 kilomètres pour l'éclat blanc et de 24 kilomètres pour le vert. Par ces colorations, le feu se met en conformité avec la législation internationale de 9 juillet 1887 réglant la navigation sur les lacs. La période de rotation est de 12 secondes pour un tour de l'appareil, les panneaux lenticulaires blancs et verts alternant toutes les 3 secondes. Le socle comporte un bac de mercure qui assure un mouvement rotatif « sans frictions ». L’énergie lumineuse est assurée par un bec Auer (manchons) alimenté au gaz. La puissance est de 270 carcels (75 bougies) dans la couleur blanche et réduite à 38 dans la verte. L’appareil d'entraînement se présente sous une forme analogue à celui d’une horloge. Il est constitué d'engrenages d'acier et de laiton, d'un enrouleur entraîné par des contrepoids qui glissent par l'intermédiaire de poulies dans la colonne du phare. Ce système assure une autonomie de près de 72 heures avant l'intervention du gardien pour remonter les charges. 

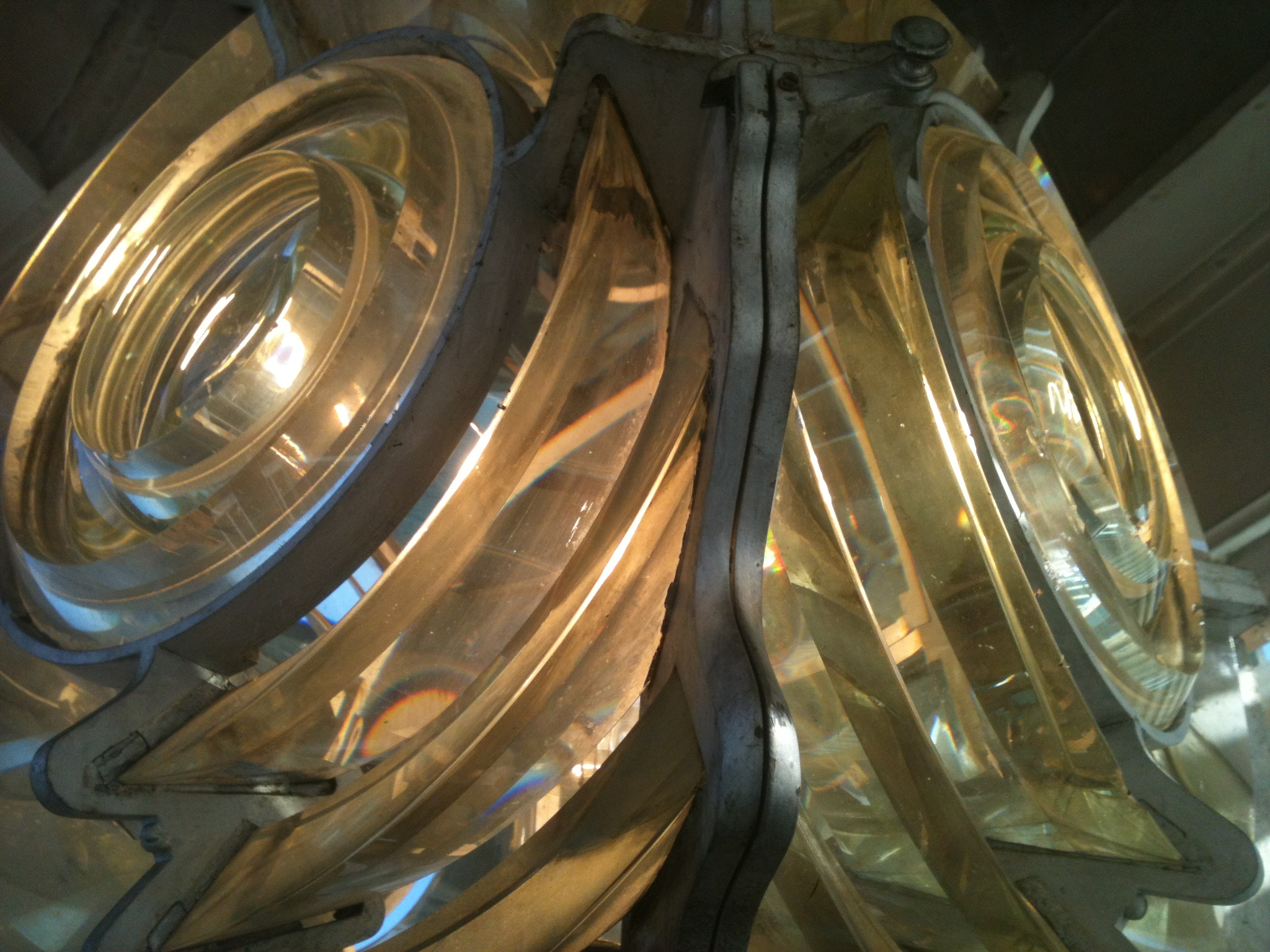
Les lentilles du phare de 1894, encore en fonction en 2016.

Afin d'automatiser au maximum le fonctionnement, Charbonnier imagine un système à cames réglables fixées sur un disque de laiton qui déclenche à volonté :
- la rotation ou l'arrêt de l'appareil lenticulaire ;
- l’ouverture et fermeture de la vanne de gaz autorisant l'allumage du manchon du bec Auer ;
- l’abaissement et le relèvement matin et soir des rideaux de toile de la lanterne qui protègent les délicats prismes des rayons solaires.

Ce moteur et son système à cames ont été réalisés par un mécanicien genevois.
Le samedi 21 avril 1894, le nouveau phare émet sa première signature optique.

### XXeetXXIesiècles

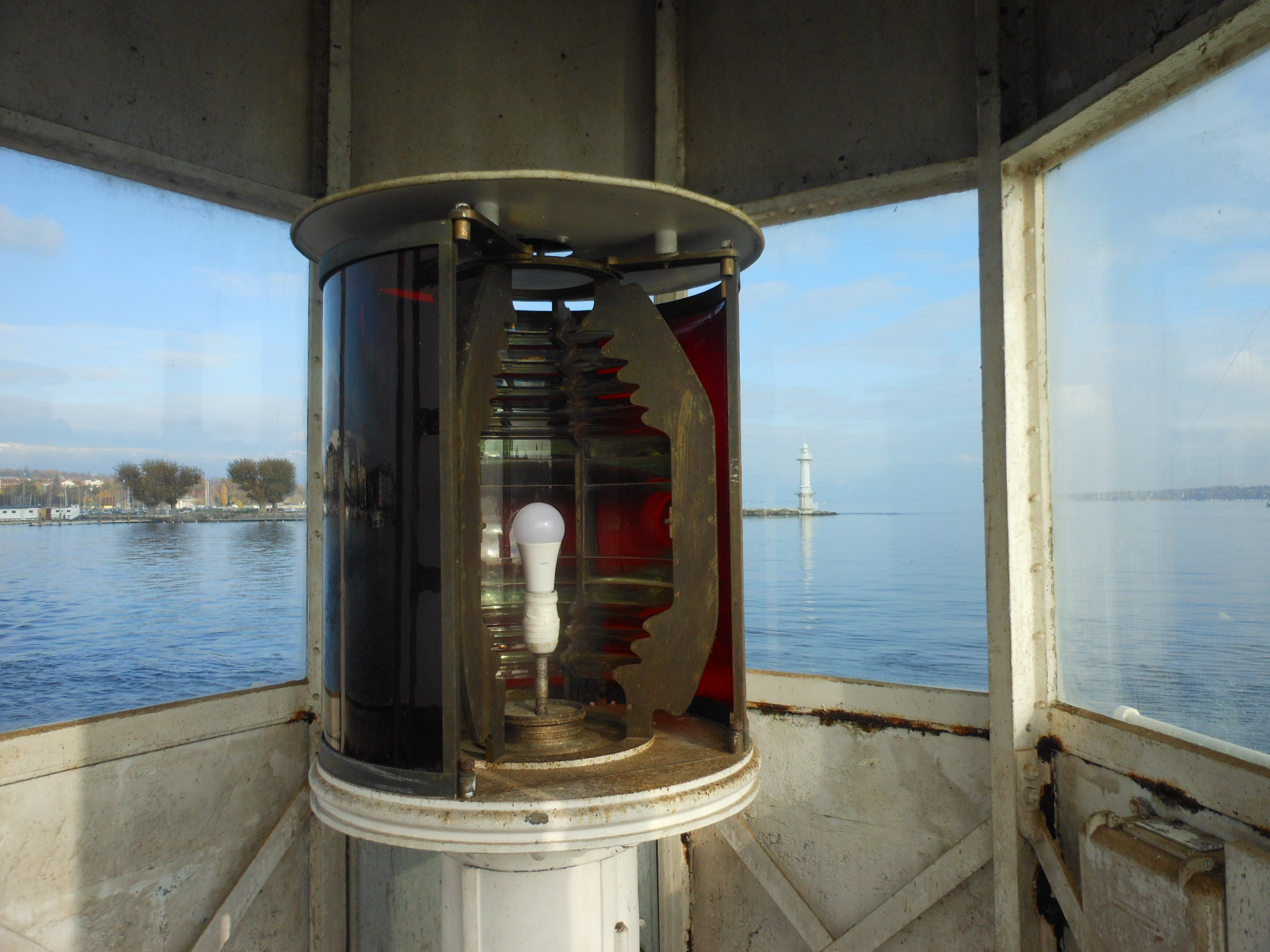
Dans la lanterne du phare des Eaux-Vives

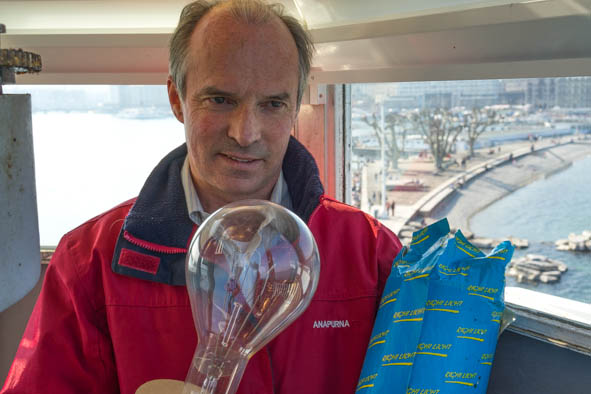
Une ampoule de 1000 watts dans les mains du gardien.

1907 Daté du 20 décembre et signé de l'ingénieur cantonal Émile Charbonnier, un dessin propose, pour compléter le dispositif de balisage, l'implantation d'une nouvelle lanterne sur le musoir des Eaux-Vives.
Sur ce dessin (1:20) est inclus un devis de 6 000 francs. L'ingénieur prévoit une construction octogonale en béton armé, peinte en blanc, surmontée d'un clocher en cuivre et d'un paratonnerre. La base octogonale mesure 2,80 mètres et l'édifice s'élève à 4,70 mètres. Ce projet prévoit la mise en service d'un appareil lenticulaire de Vème Ordre à feu fixe éclairant sur 270°, dont le plan focal sera 1,5 mètre au-dessus du quai. Le coût de cet appareil est devisé à 1 500 francs selon la proposition de la maison parisienne Barbier, Bénard&Turenne. Le dispositif lenticulaire est doublé de filtres rouge.
1911 Mise en fonction du nouveau phare secondaire des Eaux-Vives. Le système  de balisage d'entrée de la Rade de Genève est ainsi, 17 années après la restauration du phare principal des Pâquis, mis en conformité.
1935 À la suite d'une note du service électrique de Genève du 28 octobre, une lampe de 500 watts (1 000 bougies) remplace le bec Auer et l'introduction d'un moteur à courant alternatif de 1/10 de cheval, vient pallier le remontage des contrepoids. Une ampoule de 60 watts est installée dans la tour pour les allées et venues du gardien.
1940 Au phare des Eaux-Vives, des filtres en verre bleutés sont installés (protection anti-aérienne).
1949 Le 4 octobre, une seconde note des Services Industriels de Genève (SIG) fait mention d'essais avec des ampoules de projection de 1 000 watts et souligne : « l'augmentation de l'énergie d'éclairage ne peut se faire sans une amélioration de la ventilation ». Ces travaux au coût de 350 francs sont réalisés et la puissance de l'éclairage passe à 750 watts à une date inconnue.
1969 Le phare est restauré pour un coût de 119 000 francs. Un balisage conventionnel d'entrée de port par deux feux fixes, clignotants, est réalisé la même année : le premier sur l'enrochement du phare des Pâquis est de couleur verte, le second sur le brise-lames des Eaux-Vives est rouge.
1987 La peinture extérieure est refaite, en blanc.
2005 Août, les membres du club genevois de radioamateurs « activent » le phare des Pâquis par des messages en ondes courtes émis du pied de l'édifice. Cette activité a eu lieu dans le cadre de la International Lighthouse & Lightship Weekend, avec l’indicatif temporaire « HE1G ».
2015 Pour marquer 120 années de « bons et loyaux services », une plaquette commémorative est fixée sur la porte du phare.
2016 C'est une ampoule halogène de 1 000 watts qui est au sommet de la tour. Une horloge électrique assure les déclenchements de l'installation. Les rideaux ont été supprimés et remplacés, côté sud, par des jalousies filtrantes.
Le phare est géré par le Département de l'environnement, des transports et de l'agriculture, direction des espaces naturels (DGPN), Capitainerie cantonale. Son entretien est assuré par les Services industriels de Genève (SIG).
Le gardien se rend seulement une fois par mois au phare pour contrôler son bon fonctionnement et remplacer l’ampoule halogène environ 4 fois par an.
2025-2026 Le phare doit être restauré dès mi-février 2025. Il est prévu de recréer des éléments de serrurerie, redonner au garde-corps entourant le balcon son aspect d’origine, et de revoir l’illumination. En outre des travaux de dépollution son nécessaires (PCB dans la peinture, traces d’amiante et de plomb, bain de mercure du mécanisme de rotation). Le phare pourrait retrouver l’aspect bicolore blanc et rouge qu’il avait dans la première moitié du XXe siècle,.

## Gardien du phare

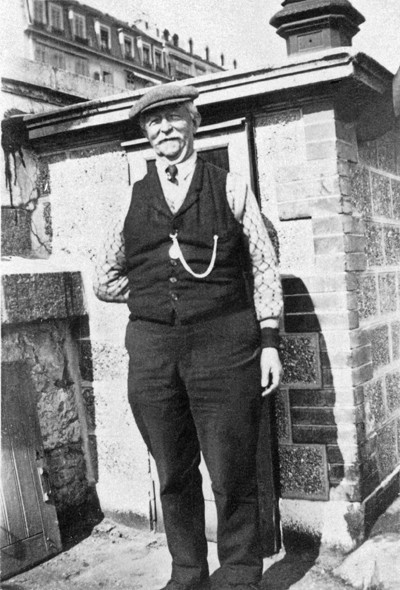
François Delrieu, gardien du phare et responsable de l'octroi.

### François Marc Delrieu (1857-1944)
Seul ancien gardien connu, François Marc Delrieu à 26 ans lorsqu'il prend ses fonctions en 1883. Il est engagé par la ville de Genève en qualité de « gardien du phare et responsable de l'octroi ». Pour son activité de gardien il dépend directement de l'ingénieur cantonal. Il commence sa carrière sous les ordres de Léopold Stanislas Blotnitzki. Son travail consiste à assurer toutes les nuits, la permanence de l'éclairage du phare et au quotidien l'entretien du matériel. Pour accéder à la lanterne et faire le nettoyage des vitres, il faut gravir une échelle métallique de près de 7 mètres. C'est un exercice acrobatique, surtout l'hiver par bise noire, lorsque digue et échelons sont couverts de glace. Pour le phare secondaire de la jetée des Eaux-Vives (une simple lanterne) il a les mêmes responsabilités d'allumage avec en plus, par brouillard, l'obligation de signaler l'entrée de la passe par des coups de cloche. Toute l'année, à la tombée du jour, François Marc Delrieu enflamme les six becs Bunsen et au petit matin il coupe la vanne principale sur le quai. Le reste de sa journée est consacré à l’octroi, la contribution perçue par la municipalité sur toutes les marchandises de consommation locale arrivant dans le port. Pendant 20 ans, il assure cette double fonction.
En 1887, Émile Charbonnier remplace Léopold Stanislas Blotnitzki au poste d'ingénieur cantonal. Sept années plus tard, le phare devenu obsolète est adapté aux besoins du moment. Dès le 21 avril 1894, François Marc Delrieu assure, en gravissant les échelles internes en toute sécurité, le remontage des contrepoids pour 72 heures de fonctionnement, l'entretien des mécanismes de rotation et le nettoyage des lentilles de Fresnel du nouveau phare.

### Règlement du phare

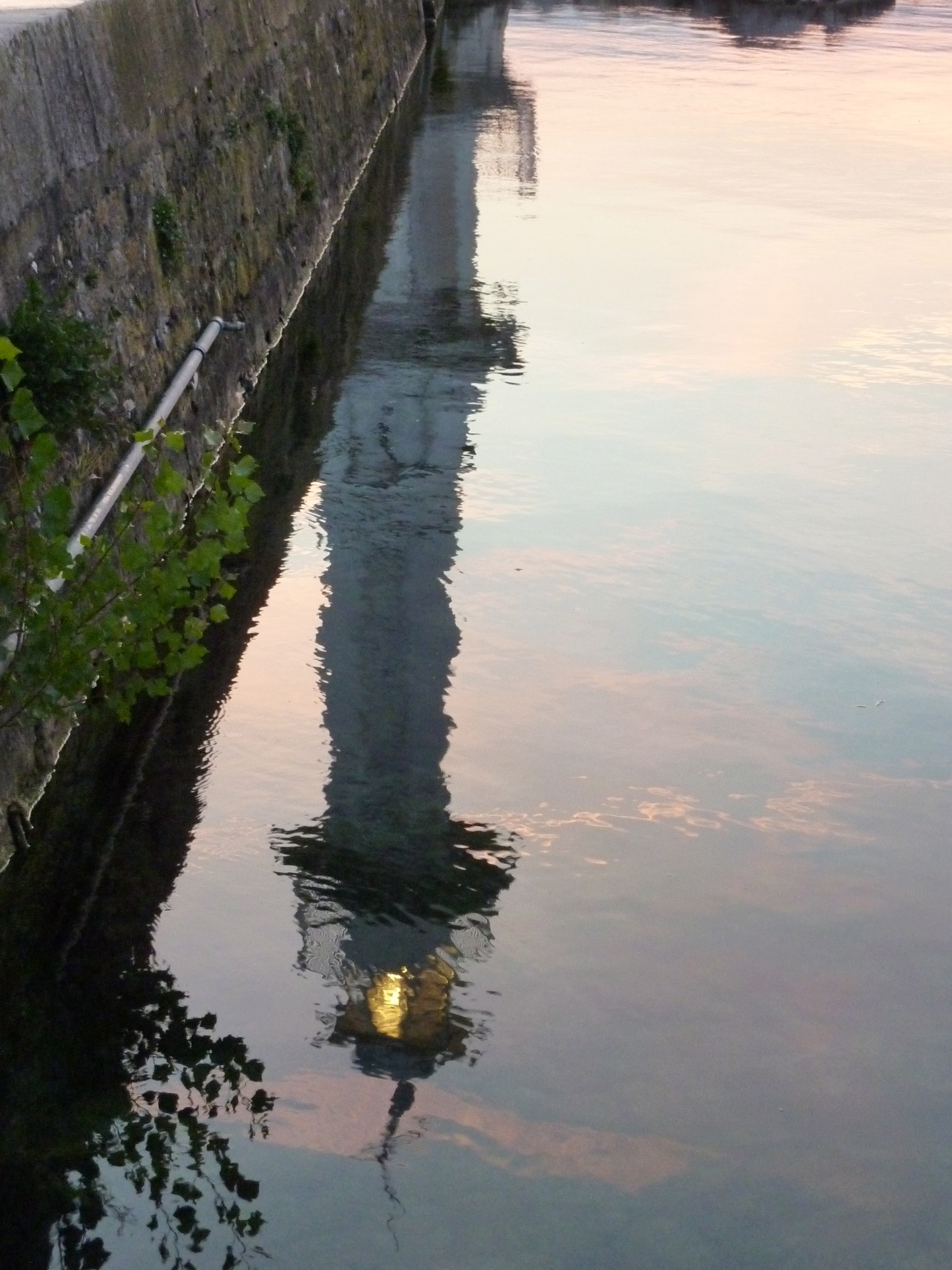
« Petit matin » par Catherine Fleury.

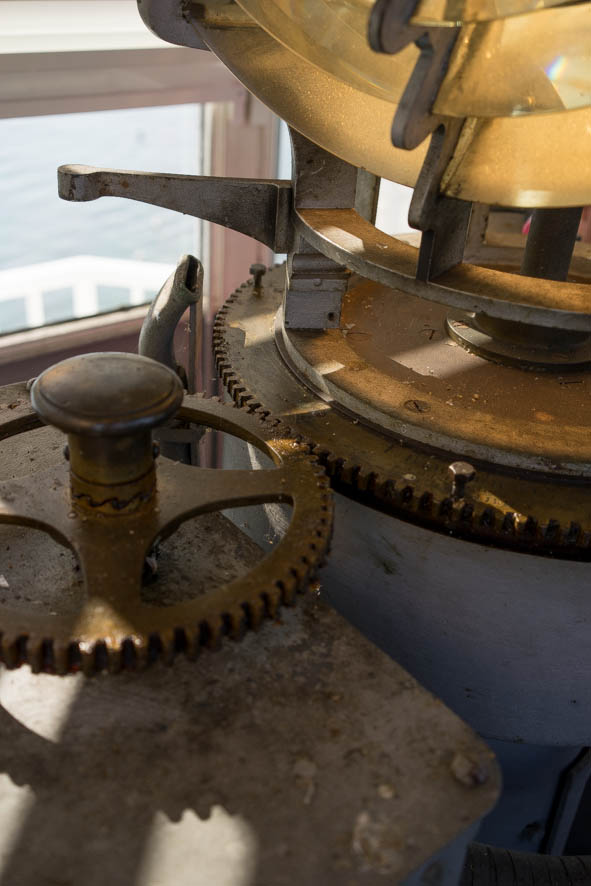
Mécanisme d'entraînement du phare actuel.

Retranscription du document original du 4 mai 1894 écrit par l’ingénieur cantonal Émile Charbonnier.

« L'employé chargé du service du Phare des Pâquis est soumis au règlement suivant :
Orage : Il lui est expressément interdit de rester dans le Phare pendant les orages. Il doit s'en éloigner aussitôt que les éclairs ou le tonnerre annoncent un orage prochain sur la ville ou ses environs.
Visiteurs : Il lui est également interdit d'introduire dans le Phare des personnes non munies d'autorisations spéciales délivrées par le Chef du Département ou par l'Ingénieur Cantonal. Il doit accompagner ces personnes et veiller à ce qu'elles ne touchent à aucun des appareils. Il lui est défendu de recevoir des pourboires des visiteurs.
Entretien : Il doit maintenir constamment en parfait état de propreté les appareils divers, l'outillage, la lanterne et la construction. À cet effet, chaque matin (sauf les jours fériés) il consacrera une heure au nettoyage des divers engins et de la construction. Il se conformera, pour le nettoyage et le graissage des pièces aux instructions spéciales qui sont données plus loin.
Remontage, contrôle : À chaque visite il remontera les contrepoids des divers mouvements et s'assurera de leur bon fonctionnement; il marquera son passage sur le contrôleur de l'horloge.
Avaries, réparations : Il signalera immédiatement par écrit à l'Ingénieur Cantonal les défectuosités ou avaries quelconques qu'il pourrait découvrir dans les mécanismes, l'outillage, la construction, mais il lui est expressément interdit d'entreprendre les réparations lui-même. Il ne doit sous aucun prétexte démonter les appareils, retoucher des pièces et se servir des outils. Il adressera en temps utile à l'Ingénieur Cantonal, le bordereau des objets divers à commander pour l'entretien et le nettoyage des appareils.
Responsabilité : Il est responsable des outils et objets divers laissés à ses soins ainsi que des avaries produites aux appareils sauf celles résultant d'une usure régulière ou d'un cas de force majeure. Lorsque pour une cause quelconque, maladie, forte bise, verglas etc., il ne pourra se rendre au phare, il devra en aviser immédiatement l'Ingénieur Cantonal. »

## Culture
De 1902 à 1904 paraît un bulletin local s’intitulant « Le Phare », et sous-titré « journal des Pâquis : feuille d'avis de la Rive droite ».   

### Articles
Construction du phare 1893-1894
- "Crédits pour travaux extraordinaires de 10 000 CHF pour le Phare des Pâquis", Journal de Genève, série Chronique locale : 19 mai 1893
- « On vient de dresser au phare des Pâquis les échafaudages pour la construction du nouveau phare », Journal de Genève, chronique locale : Phare,‎ 8 octobre 1893
- « Les premiers essais d'éclairage ont eu lieu », Journal de Genève, chronique locale : Phare,‎ 17 décembre 1893
- « On nous informe que l'éclairage actuel du nouveau phare n'est que provisoire. Les nouvelles installations ne sont pas encore terminées et ne pourrait fonctionner que dans une quinzaine de jours », Journal de Genève, chronique locale : Phare,‎ 19 décembre 1893
- « Hier soir, le nouveau phare a commencé à fonctionner. Les lumières vertes et blanches alternent toutes les deux ou trois secondes », Journal de Genève, chronique locale : Phare,‎ 22 avril 1894
- « Nous sommes allés visiter le phare… », Journal de Genève, chronique locale : Phare,‎ 28 avril 1894

Articles modernes
- « Les yeux de la Nuit », Alpes Magazine, no 99, mai-juin 2006, pages 31–35. — Photos de Gilles Favez
- Laurent Charpentier, « Ò lacs, les feux du lac », L'Alpe, Glénat, no 41,‎ été 2008, p. 26-31 — musée Dauphinois
- Stéphane Fischer, « Histoire d'ampoules », Muséum&Co, Journal du muséum d'histoire des sciences, no 10, décembre 2009-janvier février 2010, page 3
- Brülhart Armand, « Le Phare », Journal des Bains, AUPB, no 4,‎ printemps 2011
- (fr + de) Eric Court, « Le phare des Pâquis », Cruising, Cruising Club der Schweiz, no 5,‎ 2014, p. 10-15 (lire en ligne, consulté le 4 octobre 2016)
- « Hommage au dernier gardien du Phare », Journal des Bains, AUPB, no 16,‎ 2016-17

### Ouvrages

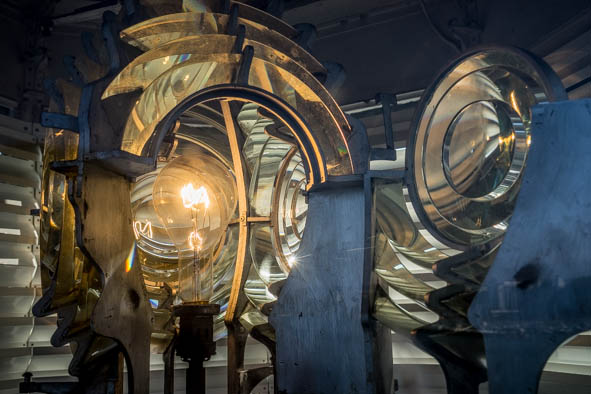
Lentille ouverte

- Eric Court, Le phare des Pâquis, Chêne-Bourg, Georg, 2019, 144 p. (ISBN 978-2-8257-1110-1)
- Philippe Broillet, La Genève sur l'eau, Bâle, édition Wiese, 1997, 455 p. (ISBN 3-909164-61-7, lire en ligne).
- Françoise Nydegger, Jean-Pierre Balmer et Armand Brulhart, Genève-les-Bains : histoire des bains à Genève de l'Antiquité aux Bains des Pâquis, Genève, Association d'usagers des Bains des Pâquis, AUBP, 1996, 287 p. (ISBN 2970012200, OCLC 247378634).
- Edmond Barde, Le port de Genève : étude historique, économique et descriptive (avec un plan de 1834), Genève, Impr. du Journal de Genève, 1911, 96 p. — tiré à part du Journal de Genève 6,8, 10, 13, 14, 20 et 22 mars 1911.

### Sources primaires
Les documents originaux suivants sont conservés à la Capitainerie de Genève.
- Émile Charbonnier, Projet de reconstruction des phares de la Rade de Genève, 12 avril 1893, manuscrit.
- Barbier & Cie, Paris, Lettre accompagnant le devis, signée Barbier, 5 juillet 1893, manuscrit.
- Barbier & Cie, Paris, Devis pour un appareil lenticulaire de 5ème Ordre, 5 juillet 1893. Original manuscrit.
- Barbier & Cie, Paris, Dessin technique d'un projet n°1 d'un appareil de 5éme Ordre sur toile paraffinée, 14 octobre 1890.
- Émile Charbonnier, Règlement du Phare, mai 1894, manuscrit.
- Émile Charbonnier, Dessin technique et devis, 20 décembre 1907, manuscrit.
- Barbier, Bénard &Turenne, Dessin technique N°52909 d'un appareil lenticulaire à feu fixe 270°.
- Inspecteur Général des Ponts & Chaussées, Directeur des Phares & Balises de France, Note sur le Phare de Genève, non daté, manuscrit.
- Service technique des Phares et Balises, Notice d'entretien N° A 501-502-503-504-505, non daté, typographié.
- Signé EL/JS, Note sur la transformation de l'éclairage du Phare des Pâquis, 28 octobre 1935, typographié.
- Services Industriels de Genève, Proposition d'augmentation de l'éclairement, 4 octobre 1949, typographié.
- Plan d'échafaudages pour la réfection du Phare, 24 octobre 1968.